# Fiesta (The Pogues)
Fiesta is een single van de Iers-Britse punk-folkgroep The Pogues uit 1988. Het nummer is afkomstig van hun album If I Should Fall from Grace with God uit datzelfde jaar. Het had op dit album oorspronkelijk tracknummer 8.

## Achtergronden
"Fiesta" werd geschreven door Jem Finer en Shane MacGowan, gebaseerd op een melodie die Finer op een kermis in Spanje had opgepikt. Het refrein is gebaseerd op de "Liechtensteiner Polka" van Edmund Kötscher en Rudi Lindt uit 1957.
De tekst van het lied is half in het Engels en half in het Spaans. Er wordt verwezen naar de Spaanse stad Almería, evenals het vertrek van voormalig bassist Cait O'Riordan uit de groep na het aangaan van een relatie met Elvis Costello. 
De videoclip van dit nummer werd geregisseerd door de Britse komiek Adrian Edmondson en gefilmd op het dak van Casa Batlló in Barcelona.

## Covers
Het nummer is meerdere malen gecoverd, onder meer door Rowwen Hèze in 1992.

## NPO Radio 2 Top 2000
Fiesta stond alleen in 2023 in de NPO Radio 2 Top 2000, op plek 1963.